# Clau hexagonal

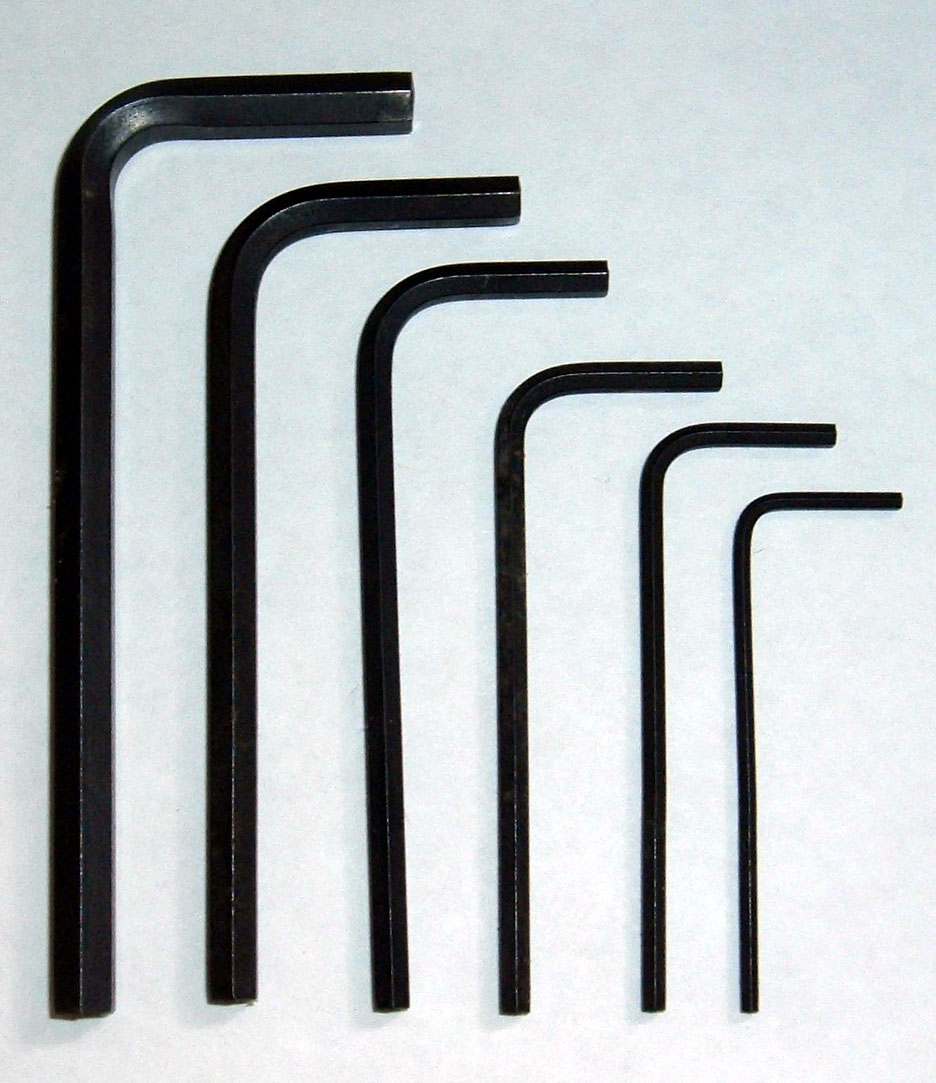
Diverses claus hexagonals

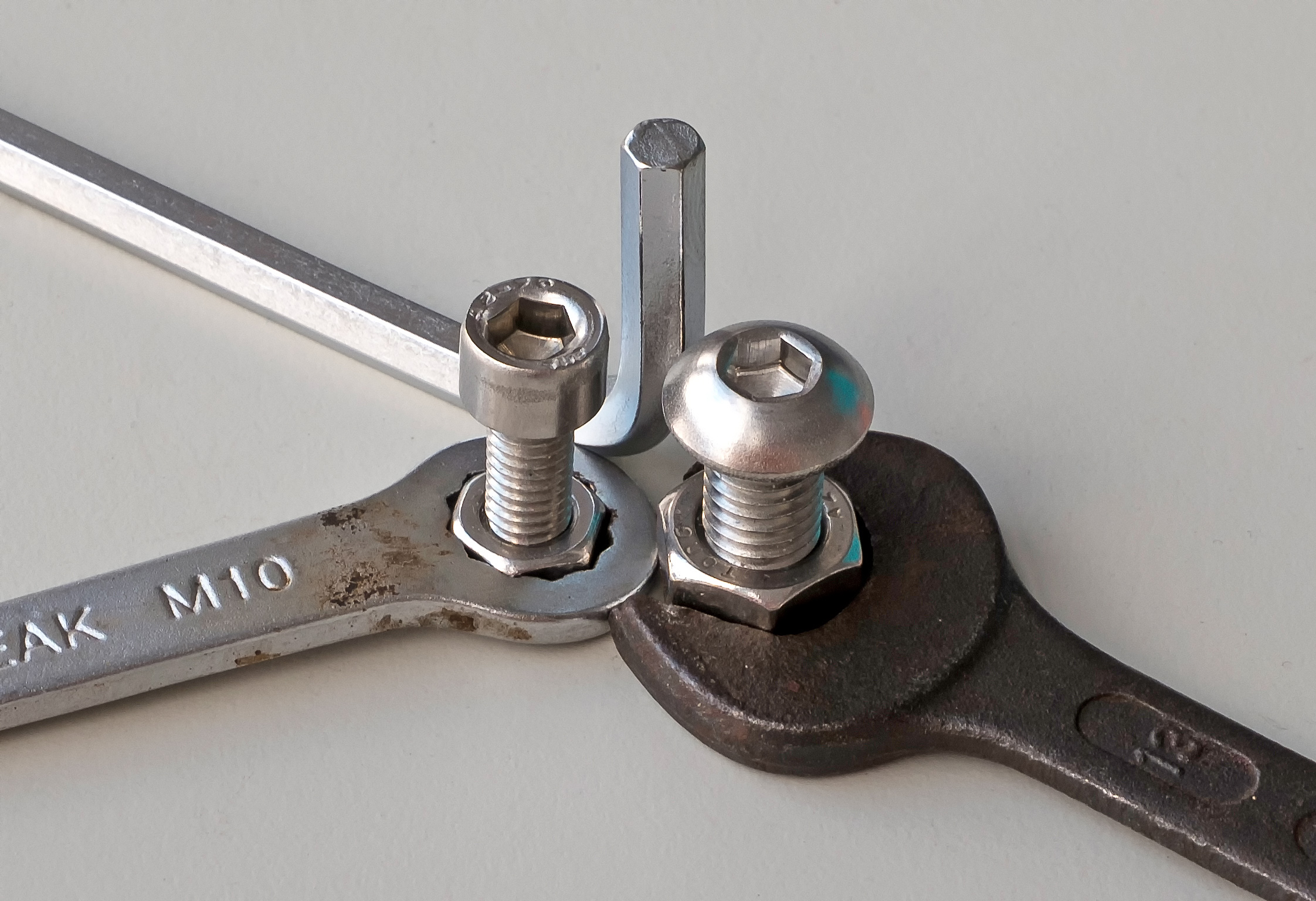

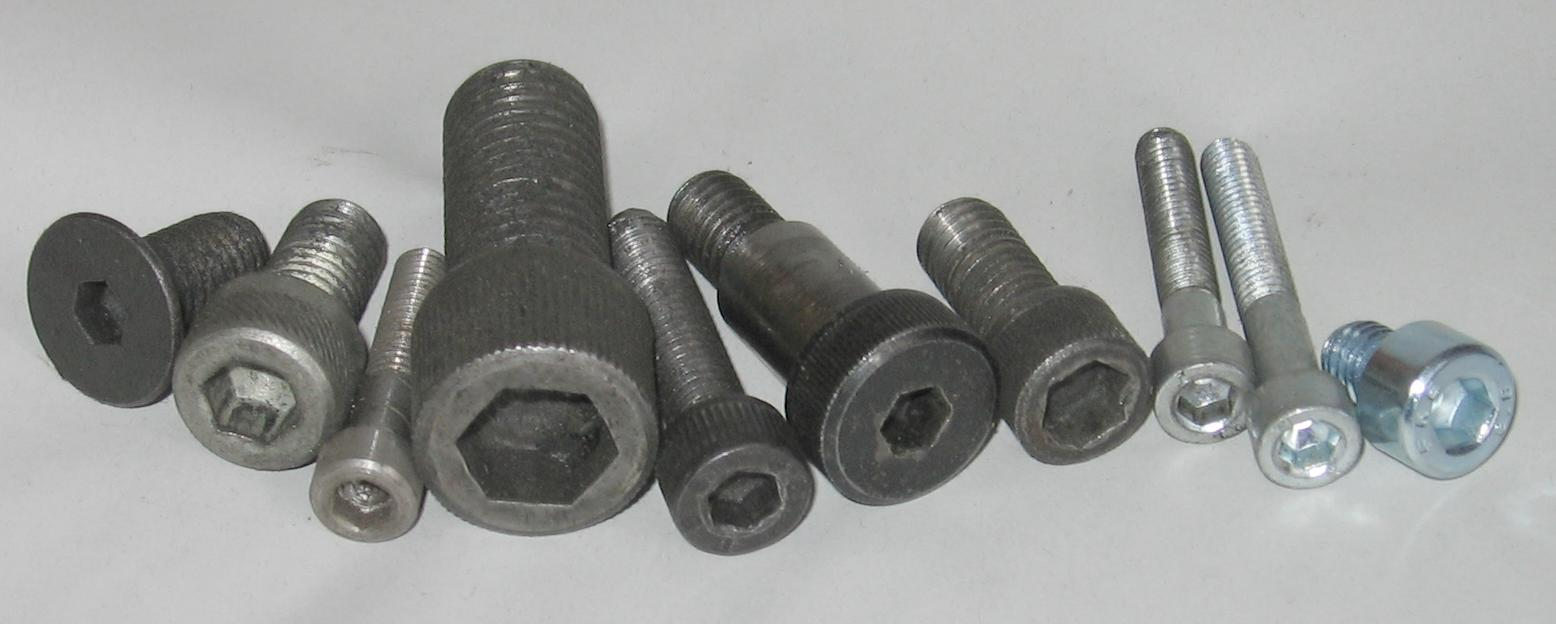
Cargols Allen de diverses mesures

La clau hexagonal o clau Allen és una eina utilitzada per a cargolar i descargolar cargols Allen, que tenen un encast sisavat a l'interior de la cabota. Es fa servir per a cargols presoners. En comparació amb un cargol Philips els cargols Allen resisteixen una torsió més elevada.

## Història
La paternitat de la invenció és controvertida. Segons els italians l'inventor n'és Egidio Brugola (1901-1951). Els alemanys de la companyia Bauer & Schaurte Karcher de la ciutat de Neuss van patentar el sistema el 1936 amb el nom Inbus. És l'abreviació de «Innensechskantschraube Bauer und Schaurte», sigui «cargol amb forat hexagonal de Bauer i Schaurte». Al món anglosaxó es sol parlar més aviat de la clau Allen, una marca registrada de l'empresa Allen Manufacturing Company de la ciutat de Hartford a l'estat de Connecticut el 1943.

## Característiques[calcitació]
- Disseny simple, petit i lleuger.
- Les superfícies de contacte del cargol (internes) estan protegides de danys externs.
- Poden usar-se amb claus sense cap (ajudant-se amb una clau fixa per exemple).
- El cargol pot introduir-se a la seva ranura usant directament el tornavís (acoblen perfectament).
- Hi ha sis superfícies de contacte entre el cargol i el tornavís.
- El parell es reparteix per tota la clau.
- Es pot usar amb cargols molt petits.
- La fabricació de claus hexagonals és molt simple, així que en moltes ocasions se n'inclou una amb els cargols.

## Mides normalitzades de claus hexagonals
Les claus hexagonals són normalitzades segons la distància entre cares, d'acord amb la norma ISO 2936:2014, revisada el 2019. Les dimensions ISO són les següents: 0.7, 0.9, 1.0, 1.25, 1.3, 1.5, 2 a 6 en increments de 0,5 mm, 7 a 22 en increments d'1 mm, seguit per 24, 25, 27, 30, 32, 36, 42 i 46 mm. Les claus hexagonals mètriques són normalment anomenades amb una "M" seguida de la mida en mil·límetres, per exemple "M8". A costat de la normalització mètrica en mil·límetres habituals a Europa, hi ha la normalització en polzades, d'ús habitual als Estats Units d'Amèrica, les mesures normalitzades en polzades es mostren a la següent taula.
| Norma americana en polzades | Mida aproximada (mm) |
| --------------------------- | -------------------- |
| 0,028                       | 0,71                 |
| 0,035                       | 0,89                 |
| 0,050                       | 1,27                 |
| 1/16                        | 1,59                 |
| 5/64                        | 1,98                 |
| 3/32                        | 2,38                 |
| 9/64                        | 3,57                 |
| 5/32                        | 3,97                 |
| 3/16                        | 4,76                 |
| 1/4                         | 6,35                 |
| 5/16                        | 7,94                 |
| 3/8                         | 9,52                 |
| 7/16                        | 11,11                |
| 1/2                         | 12,7                 |
| 9/16                        | 14,29                |
| 5/8                         | 15,87                |
| 3/4                         | 19,05                |
| 7/8                         | 22,22                |
| 1                           | 25,4                 |
| 1 1/4                       | 31,75                |
| 1 1/2                       | 38,1                 |

Utilitzar una clau en un caragol l'allotjament del qual és més gran pot causar danys a l'eina o al caragol per reduir-se la superfície de contacte sol als vèrtexs. Això sol passar quan el joc de claus del que es disposa és mètric i els caragols en polzades o viceversa. Algunes claus tenen una pseudoesfera hexagonal a la punta que permet ajustar els caragols amb la clau en posició fora d'eix. Encara que aquesta característica debilita la clau i disminueix el contacte entre aquesta i el caragol augmentant les possibilitats de danyar ambdós.